# Place de la Basse-Vieille-Tour
La place de la Basse-Vieille-Tour est une voie publique de la commune française de Rouen.

## Situation et accès
Cette place est située sur la rive droite de la Seine, en retrait du quai Pierre-Corneille.

## Origine du nom
Richard Ier de Normandie fait construire un palais ducal connu sous le nom de Tour de Rouen. Ruiné par un incendie en 1200, Philippe Auguste fait araser en 1204 les restes du palais ducal.

## Bâtiments remarquables et lieux de mémoire
- Halle aux Toiles